# Crypsis minuartioides
Crypsis minuartioides là một loài thực vật có hoa trong họ Hòa thảo. Loài này được (Bornm.) Mez mô tả khoa học đầu tiên năm 1921.